# NGC 5718
NGC 5718 is een elliptisch sterrenstelsel in het sterrenbeeld Maagd. Het hemelobject werd op 30 april 1786 ontdekt door de Duits-Britse astronoom William Herschel.

## Synoniemen
- UGC 9459
- MCG 1-37-47
- ZWG 47.137
- Arp 171
- KCPG 431B
- PGC 52441